# Ilgmārs Eglītis
(Ilgmars Eglitis)
| 274084 Baldone    | 3 gennaio 2008    |
| 284984 Ikaunieks  | 12 aprile 2010    |
| 294664 Trakai     | 3 gennaio 2008    |
| 321324 Vytautas   | 25 aprile 2009    |
| 330836 Orius      | 25 aprile 2009    |
| 332530 Canders    | 29 luglio 2008    |
| 343157 Mindaugas  | 25 aprile 2009    |
| 352646 Blumbahs   | 25 luglio 2008    |
| 353577 Gediminas  | 5 gennaio 2008    |
| 392142 Solheim    | 16 aprile 2009    |
| 418220 Kestutis   | 3 febbraio 2008   |
| 428694 Saule      | 29 luglio 2008    |
| 457743 Balklavs   | 18 aprile 2009    |
| 545564 Sabonis    | 23 agosto 2011    |
| 545619 Lapuska    | 3 settembre 2011  |
| 555128 Birštonas  | 12 settembre 2013 |
| 567580 Latuni     | 23 ottobre 2017   |
| 592244 Daukantas  | 6 maggio 2013     |
| 598895 Artjuhs    | 16 aprile 2009    |
| 604750 Marisabele | 6 ottobre 2015    |
| 604827 Rietavas   | 11 ottobre 2015   |
| 633225 Daukša     | 18 aprile 2009    |
| 635478 Fotonikalv | 4 settembre 2013  |
| 658398 Lufonds    | 29 luglio 2008    |
| 658642 Carreira   | 29 settembre 2017 |
| 658787 Alksnis    | 19 ottobre 2017   |
| 658882 Žemaitija  | 23 ottobre 2017   |

Ilgmārs Eglītis (1951) è un astronomo lettone.
Direttore nel 1997 dell'Istituto di Astronomia dell'università della Lettonia, dal 2010 al 2018 è stato direttore dell'osservatorio di Baldone;
Il Minor Planet Center gli accredita le scoperte di ventuno asteroidi, effettuate tra il 2008 e il 2017, in parte in collaborazione con Kazimieras Černis.
Gli è stato dedicato l'asteroide 320153 Eglitis.